# Tetepareglasögonfågel
Tetepareglasögonfågel (Zosterops tetiparius) är en fågel i familjen glasögonfåglar inom ordningen tättingar.

## Utseende och läte
Tetepareglasögonfågeln är en liten gulaktig sångarliknande fågel. Karakteristiskt är avsaknad av vitt runt ögat liksom ljust smutsvit buk. Sången består av en stigande och fallande serie, ljusare än newgeorgiaglasögonfågeln, med olika visslande och hesare toner. Bland lätena hörs sparvlika tjippanden.

## Utbredning och systematik
Tetepareglasögonfågel förekommer i Salomonöarna och delas in i två underarter med följande utbredning:
- Zosterops tetiparius tetiparius – ön Tetepare
- Zosterops tetiparius paradoxus – ön Rendova

Tidigare behandlades den som en del av newgeorgiaglasögonfågel (Zosterops kulambangrae). Tidigare ansågs att namnet rendovae har prioritet före paradoxus. Eftersom rendovae är ett äldre namn än tetiparius får därför tetepareglasögonfågeln enligt det synsättet det vetenskapliga artnamnet Zosterops rendovae. Numera appliceras dock rendovae på glasögonfågelpopulationen på ön Makira tillhörande makiraglasögonfågel, som också i den arten har prioritet före andra taxon, varför dess vetenskapliga artnamn också blir Zosterops rendovae. Mer information finns i artikeln om makiraglasögonfågel.

## Status
Arten har ett begränsat utbredningsområde, men beståndet anses vara stabilt. IUCN kategoriserar arten som livskraftig.